# 自転車専用道路

「自転車専用」（325の2）の道路標識

自転車専用道路（じてんしゃせんようどうろ）は、自転車交通のために設けられる独立した道路をいう。日本の法令では、道路法第48条の13第1項により「もつぱら自転車の一般交通の用に供する」として指定されたものを指す。道路の一部として一般車道、歩道と併設される道路交通法上の自転車道とは異なり、道路全体が自転車（と軽車両、農耕作業用小型特殊自動車）の通行のために使われる。

## 概要
自転車歩行者専用道路とあわせて自転車専用道路等とされ、「自転車道の整備等に関する法律」で「自転車道」と総称される道路の一種である。「自転車道の整備等に関する法律」第6条第1項では、道路管理者としての市町村に自転車専用道路等の設置について努力義務を課し、同第2項では河川や国有林野の管理者が協力するものとしている。スポーツやレクリエーションとしての自転車利用（サイクリング）を主な目的として、一般に河川や湖沼の沿岸、海岸、鉄道廃線跡などに、公園・景勝地・観光地などと一体として設置されることが多い。
当該道路の他の部分と構造的に分離されているものに限るとされ、未供用であることを条件としている。この場合の「部分」とは主として道路の延長（進行方向の距離）に対するものである。道路構造令第39条第1項により、幅員は3メートル以上とされ、やむを得ない場合2.5メートルまで縮小できると定められている。建設省都市局長・道路局長通達「自転車道等の設計基準」により、設計速度は時速30キロメートルとされ、これを確保する設計が不経済とされる場合には、時速10キロメートルとされた。
自転車（軽車両、小型特殊自動車である農耕作業用自動車も含む）以外の通行は認められていない（道路法第48条の15第1項、道路法施行規則第4条第1項）。都道府県によっては自転車専用道路等に限って、タンデム車の通行を認めている場合もある。

### 都道府県公安委員会設置の自転車専用道路標識
通常、自転車専用道路は道路管理者が当該道路（の一部）を自転車専用道路として供用する際に指定するものであるが、都道府県公安委員会により通行止めの交通規制として「自転車専用 (325の2)」の道路標識が設置されている場合がある。一例として、2015年時点で皇居内堀通りのサイクリング道路指定などがある。

## 法令
自転車専用道路において設置される道路標識は以下である。都道府県公安委員会または方面公安委員会（以下、単に「公安委員会」）が設置する場合と、道路管理者が設置する場合がある。

自転車専用 (325の2)

### 公安委員会が設置した場合
- 「自転車専用 (325の2)」は、普通自転車以外の車両、および歩行者の通行を禁止する。[注 1]

罰則は道路交通法が適用され、かつ前述の#危険運転致死傷罪の適用対象となる場合がある。また、道路管理者による場合と比較して、普通自転車に該当しない自転車が通行止め規制対象となる。

### 道路管理者が設置した場合
- 「自転車専用 (325の2)」は、自転車等（軽車両、農業用小特トラクター[注 2]を含む）以外の車両、および歩行者の通行を禁止する。[注 3]

罰則は、上記に違反している者に対する道路法第四十八条の十六による道路管理者の措置命令(道路監理員による現場の指示を含む）に違反した場合にはじめて科される。また#危険運転致死傷罪の適用対象外である。

### 危険運転致死傷罪の適用
自動車運転死傷行為処罰法（平成25年11月27日法律第86号）の施行により、自動車・原動機付自転車を運転し、自転車歩行者専用道路の規制に故意に違反して交通事故を起こし人を死傷させた者は、危険運転致死傷罪（通行禁止道路運転）として、最長で20年以下の懲役（加重により最長30年以下）に処され、また運転免許は基礎点数45 - 62点により免許取消・欠格期間5～8年の行政処分を受けることとなっている。

## 歴史
1971年の道路法改正によって新たに設けられた。それ以前には自動車専用道路が規定され、自転車・自転車歩行者・歩行者のための専用道路もあり得ると考えられていたが、実際にはこの時初めて法制化された。また、サイクリング道路には、道路法上の自転車専用道路等として指定されず「施設」扱いとされたものもある。

## 整備済み延長
自転車専用道路の総延長は、2006年4月1日現在で475キロメートルであり、「自転車道の整備等に関する法律」にいう自転車道（広義の自転車道）の総延長7万8638キロメートルに占める割合は0.6%に過ぎず、広義の自転車道に含まれる4類型の中で最も短い。また一般にサイクリングロードと称される自転車専用道路等として整備された道路5113キロメートルに限定しても、自転車専用道路は9%と1割に満たず、残りの91%は歩行者と共用する自転車歩行者専用道路として整備されている。